# L'Homme du peuple
Pour plus de détails, voir Fiche technique et Distribution.
L'Homme du peuple (polonais : Wałęsa. Człowiek z nadziei, littéralement « Walesa, l'homme de l'espoir ») est un film biographique polonais réalisé par Andrzej Wajda, sorti en salles à l'automne 2013 (en France en novembre 2014). 
Il s'agit de la première biographie au cinéma du fondateur de Solidarność, Prix Nobel de la paix, plus tard président de la République de Pologne. Il est sélectionné pour représenter la Pologne aux Oscars du cinéma 2014 dans la catégorie meilleur film en langue étrangère.

## Synopsis
Ce film narre l'histoire de Lech Wałęsa, célèbre électricien syndicaliste avant son élection comme chef de l'État en Pologne. 
En 1970 une révolte ouvrière est sévèrement réprimée par le régime communiste. Le jeune Lech Wałęsa n'oublie jamais cette expérience. Dix ans plus tard, il joue le rôle décisif pendant des grandes grèves ouvrières de l'été 1980. 
À la fin du film, il s'adresse aux membres du Congrès américain.

## Fiche technique
- Titre : L'Homme du Peuple
- Titre original : Wałęsa. Człowiek z nadziei
- Titre international : Walesa. Man of Hope
- Producteur : Michał Kwieciński
- Photographie : Paweł Edelman
- Montage : Milenia Fiedler
- Son : Jacek Hamela

## Distribution
- Robert Więckiewicz : Lech Wałęsa
- Agnieszka Grochowska : Danuta Wałęsa
- Maria Rosaria Omaggio : Oriana Fallaci
- Iwona Bielska : Ilona, voisine des Wałesa
- Marcin Hycnar : Rysiek
- Cezary Kosiński  : Majchrzak
- Zbigniew Zamachowski : Nawiślak, officier SB
- Mirosław Baka : directeur
- Michał Czernecki : directeur adjoint
- Piotr Probosz : Czesław Mijak

## Production
Le metteur en scène avait déjà annoncé en 2009 à la 59e Berlinale son intention de tourner ce film.  Quand il a déclaré deux ans plus tard que le tournage commençait le 1er décembre 2011, il a ajouté que Wałęsa "serait le film le plus difficile de (s)a carrière". 
La tâche la plus difficile confiée à Paweł Edelman est de coupler des séquences documentaires à celles mis en scène par Andrzej Wajda parce qu'il est "impossible de faire revivre des dizaines de grands personnages de l'époque". 
A. Wajda a dû renoncer à l'idée de faire interpréter par Monica Bellucci la célèbre journaliste Oriana Fallaci.
Le film totalise 37 050 entrées.

## Distinctions

### Nominations
- Mostra de Venise 2013 : sélection hors compétition
- Festival international du film de Toronto 2013 : sélection « Special Presentations »
- Festival international du film de Palm Springs 2014